# House of 9
 (août 2019).
Si vous disposez d'ouvrages ou d'articles de référence ou si vous connaissez des sites web de qualité traitant du thème abordé ici, merci de compléter l'article en donnant les références utiles à sa vérifiabilité et en les liant à la section « Notes et références ».
Pour plus de détails, voir Fiche technique et Distribution.
House of 9 (également appelé Le Piège en français) est un film d'horreur psychologique réalisé par Steven R. Monroe en 2004 et sorti en 2005. Il s'agit d'une co-production entre le Royaume-Uni, la Roumanie, l'Allemagne et la France dont la première a eu lieu au Festival de Cannes le 20 mai 2004.

## Synopsis
Neuf personnes, à première vue sans aucun lien les unes avec les autres, sont enlevées et se réveillent enfermées dans un manoir.
Le film s'ouvre par des plans filmés par des caméras de vidéosurveillance offrant plusieurs vues sur l'intérieur d'un manoir et de ses chambres. Dès lors, plusieurs scènes se succèdent, montrant l'enlèvement de quatre des neuf personnes. 
Lea, une personne enlevée, se réveille dans l'une des chambres du manoir, elle en sort et découvre d'autres chambres voisines et identiques à la sienne à l'intérieur desquelles se trouvent d'autres personnes. Désireuse de quitter les lieux, Lea accourt vers la porte principale et la frappe en hurlant dans l'espoir que quelqu'un l'entende mais personne ne se manifeste. La jeune femme s'aperçoit rapidement que toutes les fenêtres sont murées de briques et que même la porte du sous-sol est bloquée. Prise de panique, elle s'évanouit.
Plus tard, Lea est réveillée par le père Duffy, un prêtre, accompagné du reste du groupe qui s'est réveillé. Soudainement, une voix se fait entendre sur un haut-parleur et annonce aux neuf personnes kidnappées que leurs amis et leurs familles ont été « pris en charge », signifiant qu'elles ne feront donc l'objet d'aucune recherche. En outre, la voix les informe qu'ils ont été sélectionnés « non pas en fonction de qui ils sont, mais de ce qu'ils sont » pour participer à un « jeu » dont la règle est que seule la dernière personne à rester en vie parmi les neuf pourra être libérée et touchera alors une récompense de cinq millions de dollars américains.
Les joueurs discutent de la situation. Ils essaient de défoncer la porte d'entrée en utilisant une table à manger comme bélier, puis de creuser et de percer d'autres trous mais rien ne fonctionne. Un son provenant de la cuisine révèle un monte-plats avec de la nourriture.
Dans la salle à manger, les neuf individus se présentent en dînant : le père Duffy est prêtre ; Jay est policier et a conservé son arme de service ; Lea est danseuse ; Claire Levy est une ancienne tenniswoman ; Francis est compositeur et se trouve également être le mari de Cynthia, une autre personne enlevée et présente avec eux. Al B est un rappeur ambitieux qui convoite le pistolet de Jay et suppose que tout ce qui est dit à son sujet est de nature raciale. Max Roy est un styliste spécialisé dans la haute couture. Enfin, Shona est une toxicomane en liberté conditionnelle portant un moniteur de bracelet judiciaire à la cheville (la rendant donc localisable pour les autorités), certains joueurs espèrent que cela attirera une aide extérieure...

## Fiche technique
- Titre : House of 9
- Réalisation : Steven R. Monroe
- Chef décorateur : Adrian Cancer
- Bande originale : Charles Olins, Mark Ryder, Mark Phillips
- Date de sortie en salles : 19 juin 2005 (États-Unis)
- Date de sortie en DVD : 18 juillet 2005 (Royaume-Uni)

## Distribution
- Kelly Brook : Lea
- Dennis Hopper : le père Duffy
- Hippolyte Girardot : Francis
- Raffaello Degruttola : Jay
- Ashley Walters : Al B
- Peter Capaldi : Max Roy
- Susie Amy : Claire Levy
- Morven Christie : Shona
- Julienne Davis : Cynthia
- Jim Carter : la voix